# 5232 Jordaens
5232 Jordaens eller 1988 PR1 är en asteroid i huvudbältet som upptäcktes den 14 augusti 1988 av den belgiske astronomen Eric W. Elst vid Haute-Provence-observatoriet. Den är uppkallad efter den flamländske målaren Jacob Jordaens.
Asteroiden har en diameter på ungefär 11 kilometer och den tillhör asteroidgruppen Itha.